# 応劭
応 劭（應劭、おう しょう、? - 204年8月以前）は、中国後漢末期の政治家。字は仲瑗。本貫は豫州汝南郡南頓県（現在の河南省周口市項城市）。『風俗通義』・『漢官儀』といった著作や『漢書』の注釈を著した。父は応奉。弟は応珣。甥は応瑒（建安七子の一人）・応璩。

## 略歴
代々、太守などを務めた家に生まれた。父の応奉は武陵太守・司隷校尉となった。
応劭は若い頃から勉強熱心で、博覧強記の人であった。熹平2年（173年）は郎官であり、光和7年（184年）は太尉・鄧盛の議曹掾であった。当時、雒陽の北門に矢が射かけられる事件が起こると、日和見する太尉を諭して事件の究明を図った。また霊帝の時期に孝廉へ推挙され、187年頃に何苗に招かれて掾（属官）となった。
中平2年（185年）に、韓遂らが羌族と共に反乱を起こした際、討伐に遣わされた皇甫嵩が烏桓の兵3000を要請したのに対し、鄒靖は「烏桓は弱いので、鮮卑より兵を募るべきだ」と進言した。そのことについて議論した際、応劭は「鮮卑は漢に心服しておらず制御できないので、反乱しなかった羌族から兵を募る方が良いのでは」と主張したため、その意見が採用された。
その後、兗州の泰山太守となった。初平2年（191年）、黄巾賊30万が郡の境界に侵入してきたが、応劭は郡の文官・武官を率いて賊と戦い、全部で首級数千・捕虜一万余り、輜重二千輌の戦果を挙げた。このことで賊が退却し郡内は危機を免れた。
興平元年（194年）、曹操の父の曹嵩が避難していた徐州の琅邪から泰山へ入った際、応劭は兵を遣わし彼を迎えようとしたが、それまでの戦いで曹操を恨んでいた陶謙が、騎兵を送って曹嵩を攻撃させたため、応劭の兵が合流する前に郡の境界で曹嵩を死なせてしまった。応劭は曹操に殺されるのを怖れ郡を捨て、袁紹の元へ逃げた。
応劭は建安元年（196年）に『漢官儀』を完成させて献帝に献上した。翌年献帝の命で、応劭は袁紹の軍謀校尉となった。当時まだ許に遷都したばかりで、制度や故事が多く失われていたことから、応劭は『漢官礼儀故事』を著した。許における朝廷の制度などは、多くが応劭によって立て直された。
また父が司隷校尉時代に、各役所に先人の肖像などを提出させていたが、応劭はそれを編纂して『状人紀』と命名した。また、当時の事柄を論じた『中漢輯序』や、物や事柄について弁じ習俗や嫌疑を解釈した『風俗通義』を著した。その他、『漢書』の集解を著しており、これは『漢書』顔師古注に多数引用されている。著述したのは全部で136篇あった。
その後、鄴で死去した。弟の応珣の子である応瑒・応璩も文才で知られた。応瑒は所謂「建安七子」の一人に数えられている（『三国志』王粲伝注引『典論』）。